# 5.º distrito electoral de Chile
El quinto distrito electoral de Chile es un distrito electoral ubicado en la Región de Coquimbo que elige siete diputados para la Cámara de Diputados de Chile. Fue creado en 2018 a partir de los antiguos séptimo, octavo y noveno distritos y está compuesto por la totalidad de la región. Según el censo de 2017, posee 757 586 habitantes.

## Composición
| Comuna       | Población (2017) |
| ------------ | ---------------- |
| La Serena    | 221 054          |
| La Higuera   | 4 241            |
| Coquimbo     | 227 730          |
| Andacollo    | 11 044           |
| Vicuña       | 27 771           |
| Paihuano     | 4 497            |
| Ovalle       | 111 272          |
| Monte Patria | 30 751           |
| Punitaqui    | 10 956           |
| Combarbalá   | 13 322           |
| Río Hurtado  | 4 278            |
| Illapel      | 30 848           |
| Salamanca    | 29 347           |
| Los Vilos    | 21 382           |
| Canela       | 9 093            |

## Representación
| 3 | 2 | 1 | 1 |

| 2 | 1 | 2 | 2 |

### Diputados
| Pactos y partidos políticos |
| --- |
| Chile Vamos La Fuerza de la Mayoría Convergencia Democrática Coalición Regionalista Verde Chile Podemos + Partido de la Gente Nuevo Pacto Social Apruebo Dignidad |

| Periodo | Diputado | Diputado                   | Diputado | Diputado | Diputado                    | Diputado | Diputado                | Diputado              | Diputado                                 | Diputado | Diputado                | Diputado | Diputado                | Diputado             | Diputado             | Diputado | Diputado                        | Diputado | Diputado | Diputado               | Diputado | Mandato                                 |
| ------- | -------- | -------------------------- | -------- | -------- | --------------------------- | -------- | ----------------------- | --------------------- | ---------------------------------------- | -------- | ----------------------- | -------- | ----------------------- | -------------------- | -------------------- | -------- | ------------------------------- | -------- | -------- | ---------------------- | -------- | --------------------------------------- |
| LV      |          | Francisco Eguiguren Correa |          |          | Juan Manuel Fuenzalida Cobo |          |                         | Sergio Gahona Salazar |                                          |          | Raúl Saldívar Auger     |          |                         | Matías Walker Prieto |                      |          | Daniel Núñez Arancibia          |          |          | Pedro Velásquez Seguel |          | 11 de marzo de 2018-11 de marzo de 2022 |
| LVI     |          | Víctor Pino Fuentes        |          |          | Juan Manuel Fuenzalida Cobo |          | Marco Sulantay Olivares |                       | Daniel Manouchehri Moghadam Kashan Lobos |          | Ricardo Cifuentes Lillo |          | Nathalie Castillo Rojas |                      | Carolina Tello Rojas |          | 11 de marzo de 2022-En el cargo |          |          |                        |          |                                         |